# Abdelkader Bensalah

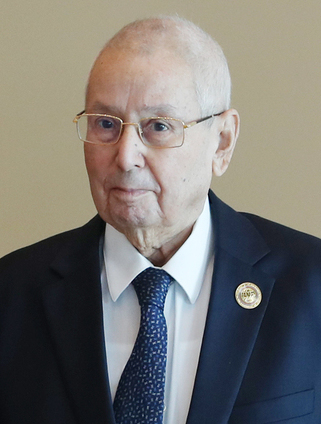
Bensalah in 2019

Abdelkader Bensalah (Arabisch: عبد القادر بن صالح) (Fellaoucene (provincie Tlemcen), 24 november 1941 – Algiers, 22 september 2021) was een Algerijns politicus. Hij was interim-president van Algerije na het ontslag van Abdelaziz Bouteflika in april tot december 2019.

## Biografie

### Begin professionele carrière
Bensalah trad op achttienjarige leeftijd toe tot het Nationale Bevrijdingsleger (Armée de libération nationale). Na de onafhankelijkheid van Algerije kreeg hij een studiebeurs om rechten te gaan studeren aan de Universiteit van Damascus. Na zijn terugkeer in Algerije werd hij journalist voor het dagblad Ech Chaâb (Het Volk). Van 1970 tot 1974 was hij directeur van het Centre algérien de l’information et de la culture in Beiroet, van 1974 tot 1977 stond hij aan het hoofd van Ech Chaâb. De Algerijnse staat had in die periode het monopolie op de media.
In 1977 werd hij verkozen tot gedeputeerde van het Front de Libération Nationale van de provincie Tlemcen. Bensalah werd daarna diplomaat voor zijn land: zo was hij van 1989 tot 1993 Algerijns ambassadeur in Saoedi-Arabië en bij de Organisatie voor Islamitische Samenwerking. Van 1993 tot 1994 was hij informatiedirecteur en woordvoerder van het Algerijnse Ministerie van Buitenlandse Zaken.

### Politiek
Van 1994 tot 1997 stond hij aan het hoofd van de Nationale Overgangsraad, dat toen de enige parlementaire kamer van Algerije was nadat de parlementsverkiezingen van 1991 door de regering waren geannuleerd (wat uiteindelijk de start zou worden van de Algerijnse Burgeroorlog). In 1997 stond hij mee aan de wieg van Rassemblement National Démocratique: hij werd de eerste voorzitter van de partij (1997-1998). Ook van 2013 tot 2015 zou hij aan het hoofd van de partij staan. Doordat de RND in 1997 de parlementsverkiezingen won, trad hij dat jaar ook toe tot het Nationaal Volkscongres, het lagerhuis van het Algerijnse parlement. Nadat de RND in 2002 de parlementsverkiezingen verloor van Front de Libération Nationale verliet Bensalah deze functie.
In 2002 werd Bensalah aangesteld als voorzitter van de Raad van de Natie, het hogerhuis van het Algerijnse parlement. In die functie werd hij een vertrouweling van president Abdelaziz Bouteflika, die hij later geregeld bijstond door het ontvangen van buitenlandse gasten wanneer Bouteflika daar niet toe in staat was. Toen de president in april 2019 onder druk van het leger per direct aftrad, werd Bensalah voor 90 dagen aangesteld als interim-president. Bensalah kreeg de opdracht om in die periode nieuwe presidentsverkiezingen te organiseren. Op 19 december 2019 werd hij opgevolgd door Abdelmajid Tebboune, die de presidentsverkiezingen van 12 december gewonnen had.
Bensalah overleed op 79-jarige leeftijd. Vijf dagen eerder overleed zijn voorganger Bouteflika.